# Лустовка (станция)
Лу́стовка — железнодорожная станция Санкт-Петербургского отделения Октябрьской железной дороги на участке Павловск — Великий Новгород. Названа именем реки Лустовка, протекающей неподалёку. Расположена на окраине посёлка Лисино-Корпус в Тосненском районе Ленинградской области.
На территории станции две низкие платформы (одна боковая и одна островная), три пути, а также железнодорожная ветка на расположенную рядом территорию Лисинского учебно-опытного лесхоза. Все поезда прибывают на платформу со стороны посёлка. Билетная касса на станции не работает — продажа билетов осуществляется непосредственно в поезде. В настоящее время пассажирское движение осуществляется дизель-электропоездами ДТ-1
Через станцию Лустовка проходят поезда на:
- Рогавку / Новгород-на-Волхове (в зависимости от дня недели) — утром и вечером
- Новолисино — 15:58 и Витебский вокзал — 20:56 / 20:46 (по пятницам)

Грузовые поезда через станцию проходят редко.

## История
Возникновение железнодорожной станции Лустовка связано со строительством железнодорожной линии Павловск — Великий Новгород. Необходимость её строительства, как части планируемой железной дороги Петроград — Орёл была вызвана тем, что в условиях затянувшейся Первой мировой войны Витебская и Николаевская линии не справлялись с трафиком военных грузов, а также для того, чтобы облегчить подвоз из внутренних районов страны топлива, продовольствия и прочих грузов, необходимых для жизнеобеспечения Петрограда. По представлению МПС от 17 сентября 1915 года общество Московско-Виндаво-Рыбинской железной дороги должно было приступить к сооружению линии Павловск — Новгород. В течение первой половины 1916 года были проведены необходимы изыскания и начато строительство. После Февральской революции 1917 года строительство было остановлено.
К проекту сооружения линии Орёл — Ленинград вернулись в первое десятилетие после Октябрьской революции. О строительстве линии говорилось как о первоочередной задаче пятилетки: дорога Орёл — Рига потеряла былой вес, так как Россия лишилась морских портов в Прибалтике и все грузы направлялись к Ленинграду. Этот проект не был осуществлён. Однако однопутная железная дорога Новолисино — Новгород, а также станция Лустовка были построены в 1926 году.
28 августа 1941 года в ходе Великой Отечественной войны станция Лустовка была захвачена немецкими войсками. 27 января 1944 года освобождена силами 124-й Мгинско-Хинганской стрелковой дивизией.
С 1926 по 1971 год железнодорожная станция Лустовка являлась отдельным населённых пунктом
| Год  | Численность населения, чел. |
| ---- | --------------------------- |
| 1926 | 11                          |
| 1939 | 52                          |
| 1960 | 41                          |
| 1969 | 71                          |

Решением Леноблисполкома № 41 от 5 февраля 1971 года железнодорожная станция Лустовка вошла в состав посёлка Лисино-Корпус.
В 90-х годах XX века было принято решение о электрификации линии Новолисино — Новгород, но оно осталось не реализованным — были установлены только опоры контактной сети.

## Транспорт
Рядом со станцией расположена конечная остановка автобуса № 313 Тосно — Лустовка.